# Van Peteghem (orgelbouwers)

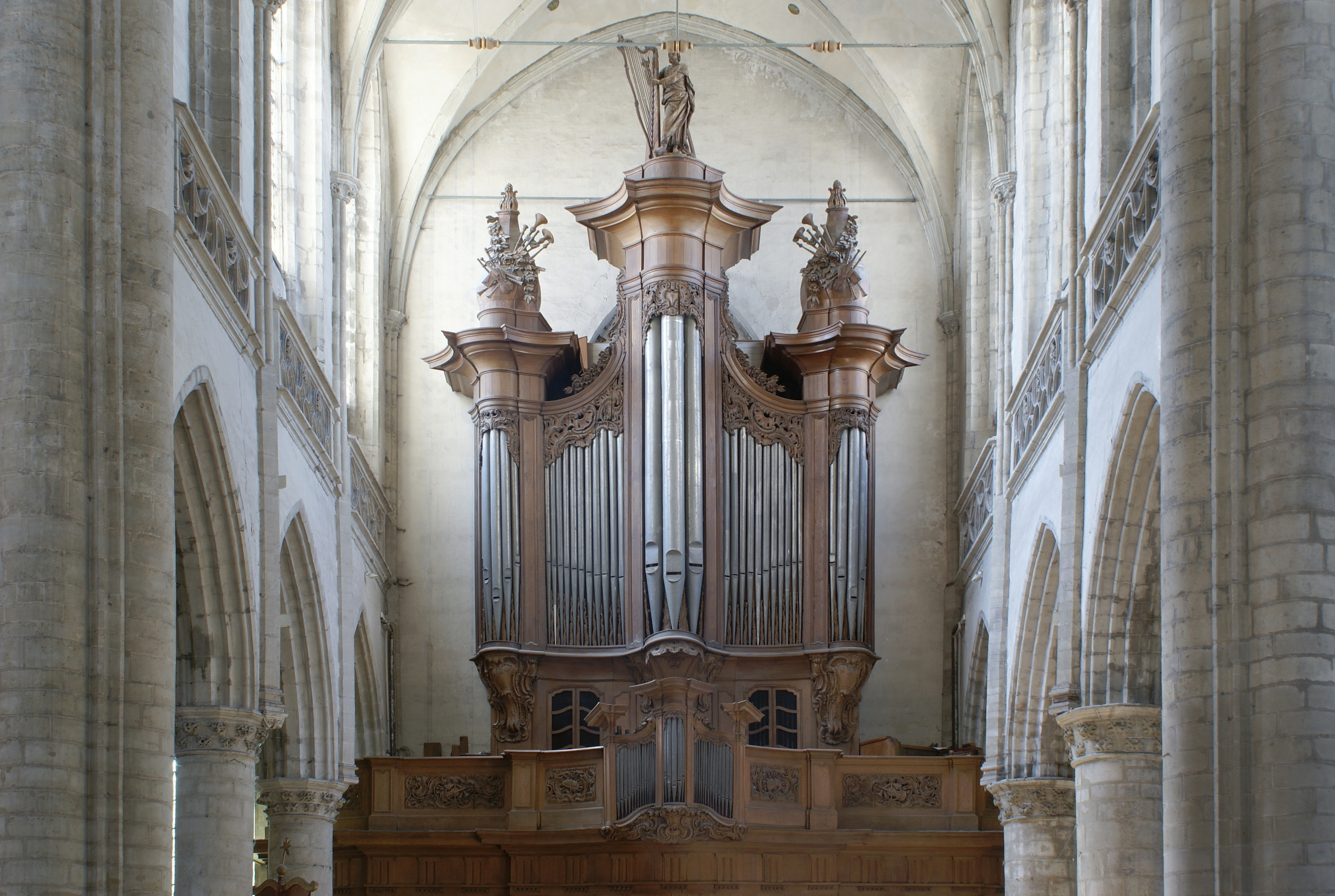
Orgel uit 1763 van Pieter Van Peteghem in de Sint-Martinuskerk (Aalst)

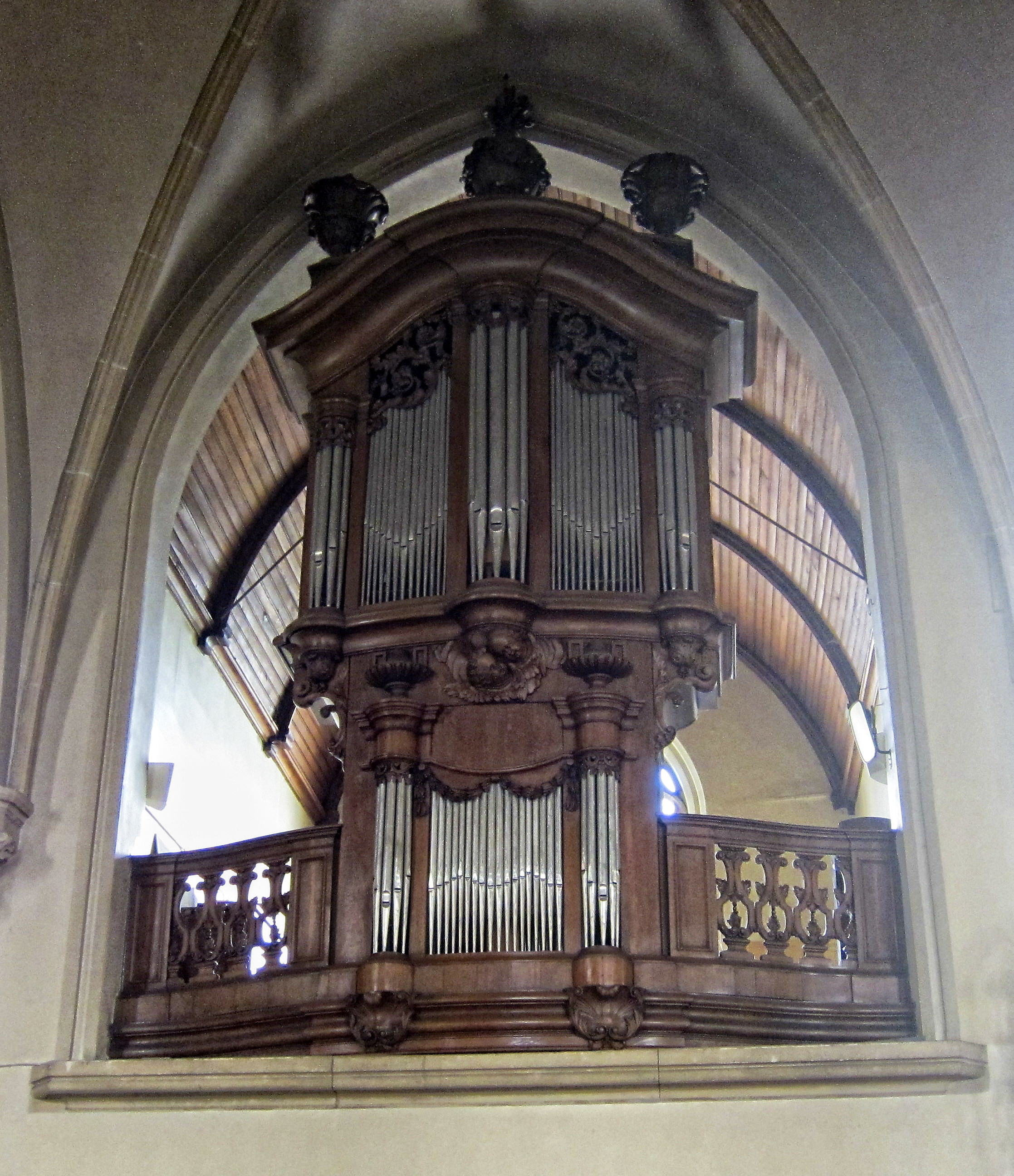
Orgel uit 1786 van Lambertus-Benoit Van Peteghem in de Sint-Martinuskerk (Berlare)

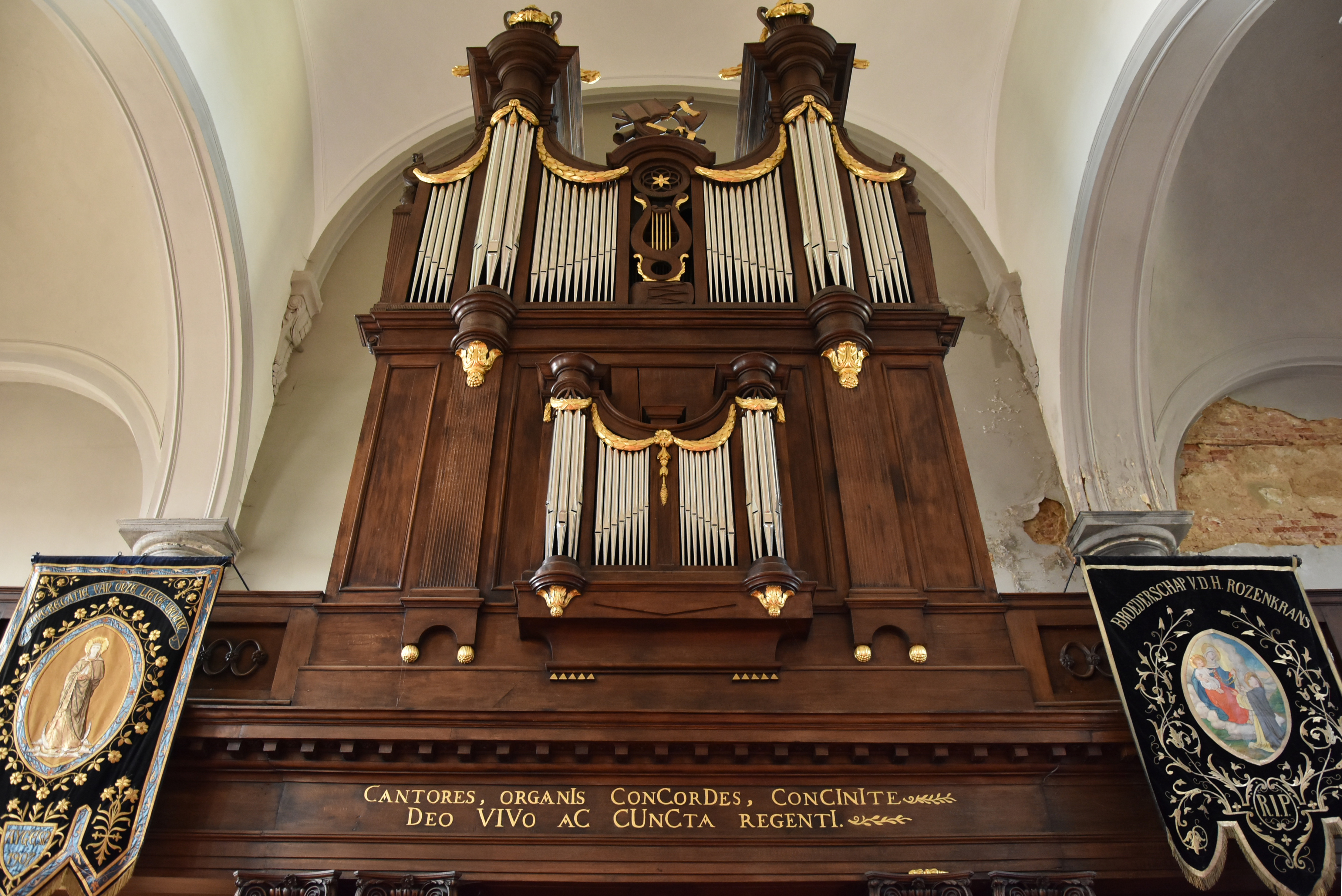
Orgel uit 1818-1819 van Pierre-Charles en Lambert-Corneille Van Peteghem in de Sint-Niklaas-en-Leonarduskerk te Aaigem

De familie van Peteghem was een Vlaams geslacht van kerkorgelbouwers in de achttiende en negentiende eeuw.

## Situering
De Gentse orgelbouwersfamilie Van Peteghem was vier generaties lang in heel Vlaanderen, Frans-Vlaanderen en Zeeuws-Vlaanderen actief. Van ca. 1733 tot ca. 1870 hebben de Van Peteghems de Vlaamse rococo-orgelbouw een eigen gestalte gegeven. Zonder overdrijving kan gesteld worden dat de Van Peteghems de belangrijkste orgelmakers van de Zuidelijke Nederlanden waren in de 18de eeuw en de eerste helft van de 19de eeuw, zowel op kwalitatief als kwantitatief gebied. Binnen hun globale oeuvre, dat uit een 400-tal werkstukken bestaat, is er een vanzelfsprekende continuïteit, waar binnenin een ongelooflijke diversiteit waarneembaar is. Hun oeuvre laat zich dan ook zeer moeilijk in 'stijlperiodes' indelen. De Van Peteghems passen zich zeer soepel aan bij bepaalde eisen van hun opdrachtgevers i.v.m. de architectuur van het orgelmeubel, en, wat eigenlijk nog minder bekend is gebleven: zij experimenteerden veelvuldig met mensuren. De bijzonder rijke verscheidenheid van hun oeuvre valt te verklaren door een grote variatiekunde binnen een welbepaalde stijloptie, met name deze van het rococo.

## Pieter d'Oude Van Peteghem
Pieter d'Oude (Wetteren, 24 januari 1708 – Gent, 4 juni 1787) was zoon van Andreas Van Peteghem, een brouwer, en van Appolonia Lafaut. Hij kwam voor het eerst in contact met orgelbouw, toen de Antwerpse orgelbouwer Gilliam Davidts in 1723 een orgel bouwde in Wetteren en bij de brouwer Van Peteghem logeerde. Hij ging in de leer bij de Brabantse orgelbouwer Jean-Baptiste Forceville en vestigde zich in 1733 in Gent.
Hij bouwde onder meer:
- In 1738-1739 een orgel voor de Sint-Martinuskerk in Massemen.
- In 1739 een orgel voor de Sint-Ursmaruskerk in Baasrode.
- In 1740 een orgel voor de Onze-Lieve-Vrouwekerk in Deinze.
- In 1741 een orgel voor de Sint-Jan Baptistkerk in Ouwegem, dat rond 1867 werd overgebracht naar de Sint-Pieterskerk in Outrijve, waar het nu nog steeds te vinden is.
- In 1753 een orgel voor de Sint-Eligiuskerk (Kruishoutem).
- Van 1758 tot 1763 een orgel in de Sint-Martinuskerk van Aalst. In stemmenaantal (43 registers) het grootste drieklaviersorgel ooit gebouwd door een Van Peteghem.
- Rond 1767 een orgel in de Sint-Bavokerk van Zingem, afkomstig uit de Abdij van Beaupré in de omgeving van Grimminge.
- Van ca. 1762 tot 1768 een driemanualig orgel voor de voormalige Abdij van Affligem. Het orgel bevindt zich nu in de Norbertijner-Abdij van Bonne-Espérance (nabij Binche, Henegouwen).
- In 1768-1769 een orgel in de Onze-Lieve-Vrouw-Hemelvaartkerk van Oudegem (Dendermonde).
- Ca. 1770 een orgel in de Sint-Laurentiuskerk (Ename). Het 18de-eeuwse orgelfront verdween bij restauratiewerkzaamheden in 1992, toen oude fresco's achter het orgelfront tevoorschijn kwamen.
- Ca. 1770 een orgel voor de Sint-Michielskerk in Keerbergen. Het werd oorspronkelijk als balustrade-orgel gebouwd en aldus in de voormalige Sint-Michielskerk opgesteld. In 1996 werd het orgel verplaatst naar de nieuwe Sint-Michielskerk.
- In 1771 een orgel met drie manualen en pedaal in een gedeelde orgelkast in de Onze-Lieve-Vrouwkerk in Kortrijk. In 1997 werd het Groot Orgel gereconstrueerd. De reconstructie bleef tot nu onvoltooid.
- In 1772-1773 een tweemanualig orgel met gedeeld front in de Sint-Jacobskerk in Gent. Getransformeerd in 1956. De monumentale orgelkast bleef behouden. Geen enkele Van Peteghem-pijp bleef over.
- In 1777 een orgel voor het klooster in Elsegem, dat in 1782 verplaatst werd naar Sint-Kornelis-Horebeke.
- In de oude Sint-Vincentiuskerk in Buizingen staat eveneens een origineel Van Peteghemorgel.

Naarmate zijn atelier uitbreiding nam en ook zijn zonen mee begonnen te werken, werd het werkterrein uitgebreid tot het huidige Frans-Vlaanderen, Zeeuws-Vlaanderen en het toenmalige Brabant.
In het atelier kregen ook andere orgelbouwers hun opleiding, zoals Louis II de la Haye en Jean-Joseph vander Haeghen.

## De zonen van Pieter d'Oude Van Peteghem
Vader Pieter en zijn beide zonen Lambert-Benoît en Egidius-Franciscus werkten nauw samen in dezelfde orgelmakerij. Toch valt op dat de beide zonen geografisch gezien zowat elk een territorium afbakenen.

### Egidius-Franciscus

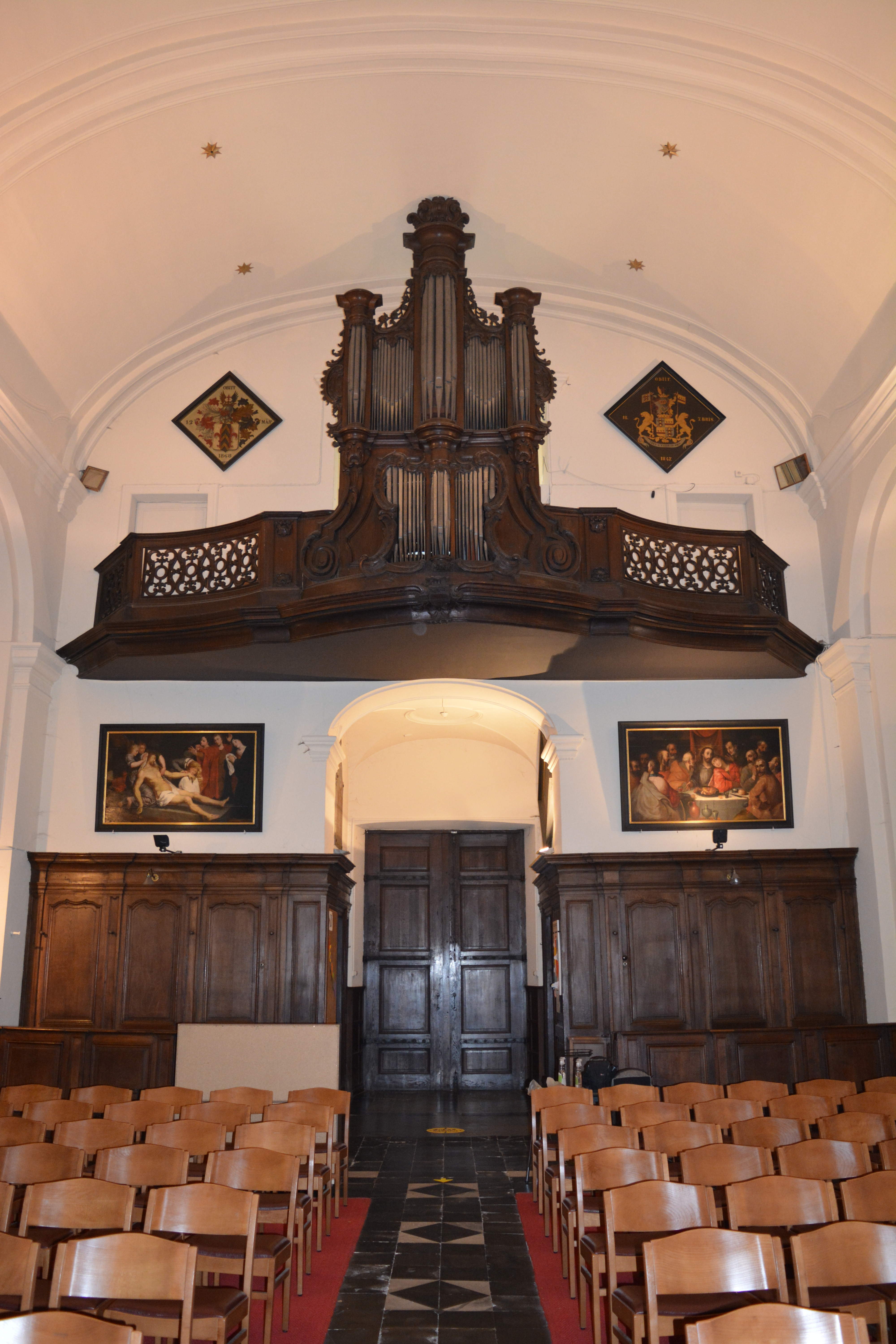
Orgel uit 1774 door Egidius Franciscus Van Peteghem in de Sint-Niklaaskerk te Hemiksem

De oudste zoon, de 'Brabantse Van Peteghem', Egidius-Franciscus Van Peteghem (Gent, 27 maart 1737 - 5 maart 1797), bracht bestellingen binnen voor het Gentse atelier in de meer noordoostelijke richting, tot diep in Brabant en Noord-Brabant.
Enkele van zijn realisaties:
- In 1774 een orgel voor de Sint-Niklaaskerk in Hemiksem (goed geconserveerd, beschermd monument)
- Van 1774 tot 1782 een orgel voor de Sint-Katelijnekerk in Mechelen.
- In 1775 een orgel voor de O.-L.-Vrouwkerk van Scherpenheuvel. (fragmentair bewaard)
- In 1776 een orgel voor het Gasthuis in Turnhout.
- In 1777 bouwde Egidius-Franciscus het grootste drieklaviersorgel (niet het grootste in stemmenaantal) dat ooit de Van Peteghem-ateliers verliet voor de Sint-Romboutskathedraal in Mechelen. Vandaag blijft enkel maar een klein gedeelte pijpen over in het huidige orgel.
- In 1777 bestelde de kerkraad van Schelle, St. Petrus en Pauluskerk een tweeklaviersorgel dat werd geleverd op 25 februari 1779. Het verkeert nog grotendeels in de oorspronkelijke staat. (B.R.23)
- 1778: herstelling van het Penceler - orgel in de H. Maria Magdalenakerk in Reet.
- In 1778-1779 een orgel voor de Sint-Leonarduskerk in Aartselaar.
- In 1788 werd door Egidius-Franciscus Van Peteghem een orgel geplaatst in de kloosterkapel van de Alexianen in Diest. In 1998 werd dit balustrade-orgel gereconstrueerd en uitgebreid met een tweede klavier. Het kreeg een nieuwe plaats in de kerk van de landcommanderij Alden Biesen.
- In 1791-1792 een orgel voor de Onze-Lieve-Vrouwkerk van Lebbeke. Orgelbuffet door J.G.J Cloick uit Sint-Amands. Gerestaureerd naar de oorspronkelijke toestand door Loncke in 1982-1984.

### Lambert-Benoît
De jongste van de twee, Lambert-Benoît Van Peteghem (Gent, 5 juni 1742 - 5 september 1807) bestreek het gebied ten westen van Gent: het westelijk en zuidelijk deel van Oost-Vlaanderen, West-Vlaanderen, Frans-Vlaanderen en Zeeuws-Vlaanderen. Hij trad hiermee in het voetspoor van zijn vader.
Vanaf 1776 werkte Lambert-Benoît samen met zijn vader en nam de feitelijke leiding van het atelier op zich. In 1776 was Pieter Van Peteghem te oud geworden om nog vaak op het terrein te gaan werken, en associeerde hij zich contractueel met zijn zoon Lambertus-Benoit. Van toen af zijn veel bouwcontracten ondertekend met "L.B. Van Peteghem et Père". Lambert-Benoit bleef ook wonen in het ouderlijk herenhuis in de Drabstraat 37-39 in Gent (bestaat nog steeds).
Tussen 1776 en 1787 ligt het hoogtepunt in de productie van de Van Peteghem-dynastie.
Enkele van hun realisaties:
- In 1774 een orgel voor de kerk van Nokere (Kruishoutem).
- In 1776-1787 een orgel voor de Sint-Audomaruskerk in Alveringem.
- In 1776 een orgel voor de Sint-Martinuskerk in Oekene.
- In 1776 een orgel voor de Sint-Niklaaskerk in Moere (Gistel).
- In 1776 een orgel voor de Sint-Martinuskerk van Gijzegem.
- Ca. 1777 een orgel voor het klooster van Elsegem, dat in 1782 werd aangekocht door de kerk van Sint-Kornelis-Horebeke.
- In 1778 een orgel voor de Sint-Martinuskerk in Haringe, bekend als een van de meest authentiek bewaarde achttiende-eeuwse orgels.
- In 1779 een orgel voor het Dendermondse Brigittinessenklooster (door keizer Jozef II opgeheven in 1784). Werd in 1785 naar de Appolloniakerk van Appels verhuisd en in 1787 heropgericht.
- In 1784 een orgel van het gedeelde kasttype in de Onze-Lieve-Vrouw-Hemelvaartkerk van Sint-Maria-Horebeke.
- In 1786 een orgel in de Sint-Martinuskerk in Berlare.
- In 1786 verbouwde hij nog samen met zijn vader een 17de-eeuws instrument in de Sint-Britiuskerk van Etikhove.
- In 1787 bouwde Lambert een orgel voor de Sint-Machutuskerk (Wannegem).
- In 1787 bouwde Lambert het orgel voor de Sint-Joriskerk in Sint-Joris-ten-Distel (Beernem).

## De zonen van Lambert-Benoît Van Peteghem
Met de Franse overheersing en de sluiting van de kerken vanaf 1797, kende het Van Peteghem-bedrijf een zware recessie. Pas rond 1820 beleeft de Van Peteghem-orgelbouw een nieuwe relance.
De bedrijvigheid komt vanaf ca. 1820 in handen van drie zonen van Lambert-Benoît:
- Pierre-Charles Van Peteghem I (Gent, 1776 - Waarschoot, 1852), hij ondertekende met "P.Ch.", maar liet zich Charles noemen
- Lambert-Corneille Van Peteghem (Gent, 1779 - Waarschoot, 1855), hij ondertekende met "L." en noemde zich Lambert
- Pierre-Charles Van Peteghem II (1792-1863), deze jongste broer wordt kortweg Pierre genoemd, zoals hij ook ondertekende.

De oudste twee broers, Pierre-Charles I en Lambert-Corneille, werken samen verder in de traditie van hun vader en grootvader. Zij leveren meerdere instrumenten in Vlaanderen.
Ze bouwden onder meer:
- Tussen 1810 en 1830 het orgel van de Sint-Audomaruskerk in Westkerke.
- In 1815 het orgel voor de Sint-Blasiuskerk in Vlissegem. (fragmentair bewaard)
- In 1818-1819 een orgel voor de Sint-Niklaas-en-Leonarduskerk van Aaigem
- In 1819 het orgel voor de Sint-Quintinuskerk van Oostkerke bij Damme. (vernield in 1944)
- In 1821-23 het orgel voor de Sint-Jans Onthoofdingkerk in Stavele. (gerestaureerd door Lapon in 1997)
- In 1823 het orgel voor de Onze-Lieve-Vrouw Geboortekerk in Mariakerke bij Gent. Het orgel bevindt zich nu in Zele-Heikant.
- In 1824 het orgel voor de Sint-Amanduskerk van Bavikhove (fragmentair bewaard: enkel pijpwerk).
- In 1826 het orgel voor de Sint-Niklaaskerk in Koolkerke. (licht gewijzigd)
- In 1827 het orgel voor de Sint-Eligiuskerk in Ettelgem. (niet meer aanwezig: nu een orgel van Hooghuys)
- In 1827 het orgel voor de Onze-Lieve-Vrouwkerk in Oudenburg. (gedeeltelijk bewaard)
- In 1827 het orgel voor de Sint-Mauritiuskerk in Varsenare (grotendeels bewaard)
- In 1829 een orgel voor de Sint-Pieters-Bandenkerk in Bertem, dat in 1831 werd geplaatst.
- In 1830 bouwde de Van Peteghem-familie een orgel ten behoeve van de Zusters van Keizersberg (Gent). In 2005 werd het door de zusters geschonken aan de Sint-Vincentiuskerk in Eeklo, waar het in de kruisbeuk is opgesteld.
- In 1830 een orgel voor de Sint-Paulus-Bekeringkerk in Ottergem, deelgemeente van Erpe-Mere, gerestaureerd in 2002.
- In 1835 bouwden Pierre-Charles en Lambert-Corneille Van Peteghem het orgel voor de Sint-Clemenskerk in Klemskerke.

De jongere broer Pierre-Charles II, kortweg Pierre, zoekt al meer naar aansluitingen bij de modernere stromingen binnen de orgelbouw.
- Rond 1828 of 1836 bouwde Pierre een orgel voor de kerk van Roborst.
- In 1847-48 bouwde Pierre een orgel in de Onze-Lieve-Vrouw-Sint-Pieterskerk van Gent.
- In 1852 bouwden Pierre en zijn zoon Maximilien het orgel voor de Sint-Amanduskerk in Beernem.
- Rond 1853 bouwen Pierre en zijn zoon Maximilien het orgel voor de oude kerk van Gentbrugge. Het verhuisde naar de huidige HH. Simon en Judas-Thaddeuskerk en werd uitgebreid met twee klavieren en pedaal. In 2000 werd het gerestaureerd en herleid tot de oorspronkelijke omvang met één klavier en gekoppeld pedaal.

## De laatste generatie Van Peteghems
Maximilien Van Peteghem (1822-1870), zoon van Pierre-Charles II Van Peteghem, kreeg vanaf 1836 zijn opleiding bij zijn vader. In 1849 richtte hij samen met zijn vader een bijhuis op in Rijsel (Frankrijk). Omdat deze vestiging de naam Van Peteghem & Sannier droeg, wordt vermoed dat Sannier misschien de lokale filiaalhouder of meestergast was. In 1857 verplaatste Maximilien het bijhuis naar Saint-Omer (Frankrijk). Daar nam Arnold Heidenreich de leiding van de vestiging. In 1858 liet vader Pierre Van Peteghem het Gentse atelier aan zijn zoon Maximilien over, waarop Maximilien het filiaal in Frankrijk sloot. In 1868 werd Maximilien failliet verklaard. Hij overleed twee jaar later op 47-jarige leeftijd.
Enkele van zijn realisaties:
- Ca. 1852 een orgel voor de Sint-Amanduskerk van Bekegem. Classicistische orgelkast.
- In 1858 bouwde hij samen met zijn vader Pierre een orgel voor de Onze-Lieve-Vrouwekerk van Dendermonde.
- In 1864 het orgel van Notre-Dame La Salette in Louise-Marie, Etikhove. Classicistische orgelkast.
- In 1865 bouwde hij zijn laatste en grootste instrument voor de Sint-Martinuskerk van Melle. Dit instrument wordt beschouwd als zijn beste werk.

De jongere broer van Maximilien, Edouard-Charles (1828-?), werkte vermoedelijk steeds samen met Maximilien. Hij werd nog tot ca. 1870 gesignaleerd als uitvoerder van orgelherstellingen.